# Partito Politico Riformato
Il Partito Politico Riformato (Staatkundig Gereformeerde Partij, SGP) è un partito politico cristiano conservatore dei Paesi Bassi.

## Storia
Il SGP è stato fondato nel 1918, da alcuni esponenti del Partito Anti-Rivoluzionario, cristiano-protestante. È il partito politico olandese più antico. È presente in parlamento fin dal 1922, anche se la sua compagine elettorale, dal 1956 in poi, è sempre stata di 2 o 3 deputati. È un partito cristiano conservatore, vicino alla Chiesa Olandese Riformata, di matrice calvinista. L'appellativo "riformato" (Gereformeerde), infatti, non va intesto in accezione politica, ma religiosa; quindi "calvinista". È vicino all'Unione Cristiana, altro partito cristiano-protestante con il quale collabora in parlamento e si collega per le europee. Questi due partiti, infatti, sono detti klein Christelijk (piccoli cristiani), per distinguerli dall'Appello Cristiano Democratico, per molti anni il maggiore partito politico olandese.
Fin dalla fondazione le donne sono state escluse dalla vita politica del partito. Solo dall'aprile 2006 le donne hanno potuto iscriversi al partito ed esercitare il diritto di voto, rimanendo escluse dall'elettorato passivo. Nell'aprile 2010 la Suprema Corte ha dichiarato tale esclusione dall'elettorato passivo illegittima e contraria alla Costituzione.
È uno dei pochi partiti politici olandesi favorevoli alla reintroduzione della pena di morte.
Alle politiche anticipate del 2006, il quadro politico olandese si è particolarmente complicato. Nelle elezioni si è rafforzato, infatti, il Partito Socialista Olandese, il partito più a sinistra, che ha guadagnato ben 17 seggi, ed ha ottenuto un buon risultato il Partito della Libertà, liberal-conservatore nato da una scissione dei liberali, che ha conquistato 9 seggi. Hanno perso consensi tutti i partiti maggiori: il CDA (-3), il PvdA (-10), il VVD (-6) la Lista Pim Fortuyn (-8), che non ha più deputati. SGP ha mantenuto i 2 seggi delle precedenti elezioni.
Il 1º luglio 2009 ha aderito al gruppo Europa della Libertà e della Democrazia e dal 16 giugno 2014 aderisce al Gruppo dei Conservatori e dei Riformisti Europei.

## Ideologia politica

### Principi
Nel suo statuto, l'SGP ha formulato le sue basi come segue:

"Il partito procede sulla base della Parola di Dio, come è confessato negli
Articoli da 2 a 7 della Confessione olandese. Sostiene pienamente e
incondizionatamente le Tre forme di unità, come stabilito nel
Sinodo Nazionale, tenutosi a Dordrecht tra il milleseicento diciotto e il millenovecentodiciannove. 

Quindi confessa l'assoluta autorità della Parola di Dio (alla pura versione di Re Giacomo)
su tutte le aree della vita e quindi anche sulla base della politica e
della vita sociale come elaborato nel programma."

È interessante notare che, secondo gli stessi statuti, il partito non punta principalmente alla maggioranza dell'elettorato, ma principalmente per il mantenimento e l'effetto dei principi che professa. Questo è il motivo per cui l'SGP è anche definito come un beginselpartij, ossia "partito di principio".

### Teocrazia
Secondo il programma principale, il partito riformato cerca un governo che sia organizzato secondo l'esempio della Bibbia.
L'SGP respinge le espressioni pubbliche delle religioni non cristiane, ma si propone di essere coscienzioso. Secondo Van der Vlies, ex leader del SGP, il governo non ha alcun compito nel settore privato, a condizione che non vi siano eccessi.
L'SGP mantiene il vecchio testo dell'articolo 36 del credo olandese. In esso l'obiettivo è menzionato:

"E il loro (dal governo) ufficio non è solo per prestare attenzione e per sorvegliare la polizia, ma anche per tenere la mano del santo servizio in chiesa; per scongiurare e spegnere ogni idolatria e falsa religione, per distruggere il regno dell'anti-cristo e per portare il regno di Gesù Cristo a predicare la parola del Vangelo ovunque."

Le "21 parole" (per respingere e sradicare l'idolatria e la falsa religione, per distruggere il regno dell'anti-cristo) erano particolarmente rivolte contro la Chiesa cattolica romana. Il sinodo delle Chiese riformate le cancellò nel 1905. Inoltre, non furono più seguite dal Riformato Partito Anti-Rivoluzionario (ARP). Tuttavia, l'SGP ha voluto mantenerli e ha trovato la ragione della sua esistenza.
Questo articolo del credo olandese può essere trovato nell'articolo 4 del Programma dei principi dell'SGP come segue:

"La legislazione e l'amministrazione non devono ostacolare la predicazione del Vangelo, ma devono promuoverla. La Chiesa di Cristo deve essere distinta da ogni associazione e deve essere protetta secondo i propri diritti. Di conseguenza propaganda incredulità, false religioni e le ideologie anticristiane devono essere esclusi dal governo dalla vita pubblica." 

Quando Van der Vlies in un'intervista è stato chiesto a questo proposito, ha dato la seguente reazione:

 "Nella tradizione protestante non vengono uccisi atei o persone con opinioni diverse. Non è mai stato l'intenzione dell'autore della confessione olandese di fede Guido de Brês. La Bibbia afferma che non sarà fatto con la forza o con la forza, ma dallo Spirito di Dio." 
Nella commemorazione del novantesimo anniversario dalla fondazione del partito nell'ottobre 2008 è stata messa in evidenza la nuova linea di condotta del partito volta a non pretendere più la costituzione di una teocrazia, preferendo la ricerca di una politica conforme ai dettami della Bibbia. Il motivo è che, secondo il parere del SGP, il concetto di teocrazia evoca malintesi. Van der Vlies ha aggiunto all'annuncio che l'accordo non puntava ad un cambio ideologico, naturalmente, ma alla riformulazione della stessa idea.

## Elettorato

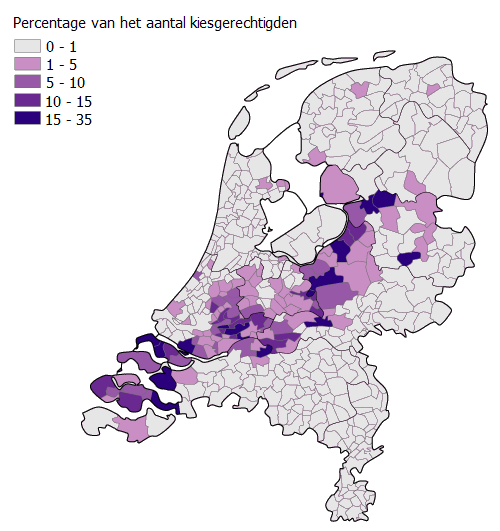
I risultati elettorali del Partito Politico Riformato nelle elezioni legislative nei Paesi Bassi del 2006

Il sostegno al partito si appoggia sulle comunità calviniste ortodosse della cintura della Bibbia, caratterizzate da alti tassi di fecondità e da alti e costanti livelli di osservanza religiosa, le quali assicurano al partito una solida base elettorale.

## Leader
- Gerrit Hendrik Kersten (24 aprile 1918 – 14 settembre 1945)
- Pieter Zandt (14 settembre 1945 – 4 marzo 1961)
- Cor van Dis Sr. (4 marzo 1961 – 28 aprile 1971)
- Hette Abma (28 aprile 1971 – 26 maggio 1981)
- Henk van Rossum (26 maggio 1981 – 22 maggio 1986)
- Bas van der Vlies (22 maggio 1986 – 27 marzo 2010)
- Kees van der Staaij (27 marzo 2010 – In carica)

## Risultati elettorali
| Elezione                                                                                     | Voti    | %    | Seggi   |
| -------------------------------------------------------------------------------------------- | ------- | ---- | ------- |
| Legislative 1918                                                                             | 5.180   | 0,39 | 0 / 100 |
| Legislative 1922                                                                             | 26.744  | 0,91 | 1 / 100 |
| Legislative 1925                                                                             | 62.513  | 2,03 | 2 / 100 |
| Legislative 1929                                                                             | 76.709  | 2,27 | 3 / 100 |
| Legislative 1933                                                                             | 93.273  | 2,51 | 3 / 100 |
| Legislative 1937                                                                             | 78.619  | 1,94 | 2 / 100 |
| Legislative 1946                                                                             | 101.759 | 2,14 | 2 / 100 |
| Legislative 1948                                                                             | 116.937 | 2,37 | 2 / 100 |
| Legislative 1952                                                                             | 129.081 | 2,42 | 2 / 100 |
| Legislative 1956                                                                             | 129.517 | 2,26 | 2 / 100 |
| Legislative 1959                                                                             | 129.678 | 2,16 | 3 / 150 |
| Legislative 1963                                                                             | 143.818 | 2,29 | 3 / 150 |
| Legislative 1967                                                                             | 138.069 | 2,01 | 3 / 150 |
| Legislative 1971                                                                             | 148.192 | 2,35 | 3 / 150 |
| Legislative 1972                                                                             | 163.114 | 2,21 | 3 / 150 |
| Legislative 1977                                                                             | 177.010 | 2,13 | 3 / 150 |
| Europee 1979                                                                                 | 126.412 | 2,23 | 0 / 25  |
| Legislative 1981                                                                             | 171.324 | 1,97 | 3 / 150 |
| Legislative 1982                                                                             | 156.636 | 1,90 | 3 / 150 |
| Europee 1984 a                                                                               | 275.786 | 5,21 | 1 / 25  |
| Legislative 1986                                                                             | 159.740 | 1,74 | 3 / 150 |
| Legislative 1989                                                                             | 166.082 | 1,87 | 3 / 150 |
| Europee 1989 a                                                                               | 309.060 | 5,90 | 1 / 25  |
| Legislative 1994                                                                             | 155.251 | 1,73 | 2 / 150 |
| Europee 1994 a                                                                               | 322.793 | 7,81 | 2 / 31  |
| Legislative 1998                                                                             | 153.583 | 1,78 | 3 / 150 |
| Europee 1999 a                                                                               | 309.612 | 8,74 | 3 / 31  |
| Legislative 2002                                                                             | 163.562 | 1,72 | 2 / 150 |
| Legislative 2003                                                                             | 150.305 | 1,56 | 2 / 150 |
| Europee 2004 b                                                                               | 279.880 | 5,87 | 2 / 27  |
| Legislative 2006                                                                             | 153.266 | 1,56 | 2 / 150 |
| Europee 2009 b                                                                               | 310.540 | 6,82 | 2 / 25  |
| Legislative 2010                                                                             | 163.581 | 1,74 | 2 / 150 |
| Legislative 2012                                                                             | 196.780 | 2,09 | 3 / 150 |
| Europee 2014 b                                                                               | 364.843 | 7,67 | 2 / 26  |
| Legislative 2017                                                                             | 218.950 | 2,09 | 3 / 150 |
| Europee 2019 b                                                                               | 375.660 | 6,83 | 2 / 26  |
| Legislative 2021                                                                             | 215.249 | 2,07 | 3 / 150 |
| a Con Alleanza Politica Riformata e Federazione Politica Riformatrice b Con Unione Cristiana |         |      |         |